# Le Quesnoy Communal Cemetery Extension
Le Quesnoy Communal Cemetery Extension is een Britse militaire begraafplaats gelegen in de Franse stad Le Quesnoy (Noorderdepartement). De begraafplaats werd ontworpen door William Cowlishaw en ligt naast de gemeentelijke begraafplaats op 1 km ten noordwesten van het stadscentrum. Het terrein heeft een oppervlakte van 560 m² en wordt langs drie zijden omgeven door een bakstenen muur en langs de gemeenschappelijke grens met de gemeentelijke begraafplaats door een haag. De graven worden onderhouden door de Commonwealth War Graves Commission. Er liggen 137 slachtoffers waarvan 11 niet geïdentificeerde. Op de gemeentelijke begraafplaats liggen ook Commonwealth graven die bij de CWGC geregistreerd staan onder Le Quesnoy Communal Cemetery. 

## Geschiedenis
Le Quesnoy was bijna de hele oorlog in Duitse handen maar werd op 4 november 1918 zonder noemenswaardige strijd ingenomen door de New Zealand Division. De begraafplaats werd door hen gestart in november 1918 na de inname van de stad. Daarna werd ze nog gebruikt door de 3rd Canadian Casualty Clearing Station (veldhospitaal). Toen werden ook 24 doden overgebracht vanuit de Duitse uitbreiding van de gemeentelijke begraafplaats.
Onder de geïdentificeerde doden zijn er 75 Britten, 49 Nieuw-Zeelanders en 2 Chinese arbeiders die bij het Chinese Labour Corps werkten. Voor 19 Britten werd een Duhallow Block opgericht omdat zij in krijgsgevangenschap stierven en waarvan 10 hier begraven liggen. De negen anderen werden in Valenciennes (St. Roch) Communal Cemetery begraven maar geen enkel van hen kon worden geïdentificeerd en worden daarom op beide locaties herdacht. Eén Brit wordt met een Special Memorial  herdacht omdat hij begraven werd in Mecquignies German Cemetery maar zijn graf werd er niet meer teruggevonden.

## Graven

### Onderscheiden militairen
- Hugh Edgar McKinnon, majoor bij het Wellington Regiment, N.Z.E.F. werd tweemaal onderscheiden met het Military Cross (MC and Bar).
- onderluitenant George Ronald Bates, compagnie sergeant-majoor Peter Alphonsus Scully en korporaal Godfrey Leslie Stuart werden onderscheiden met de Distinguished Conduct Medal (DCM).
- Alfred Henry Fox, sergeant  bij de Royal Fusiliers ontving de Meritorious Service Medal (MSM).
- korporaal Colin Thomson en soldaat Ernest Jensen ontvingen de Military Medal (MM).

### Minderjarige militair
- Walter Joseph Williams was 17 jaar toen hij op 17 mei 1919 stierf.